# Suplemento (juegos de rol)
Un suplemento o módulo es un documento (ya sea un libro encuadernado, libreto grapado, cuadernillo etc.) publicado con la intención de completar el manual de reglas de un juego de rol. Los suplementos aportan elementos que no habían sido tenidos en cuenta en el manual de reglas básico, ya sea aportando reglas nuevas, proporcionando una mejor descripción del universo de juego o sencillamente proponiendo aventuras jugables a disposición de los directores de juego. En general el manual de reglas suele ser un libro único, seguido de sus correspondientes suplementos, pero existen ciertos juegos de rol cuyo manual de reglas está compartido en dos o tres libros, como algunas ediciones de Dungeons & Dragons, que están compartidas entre el Manual del Jugador y el Manual del Dungeon Master. En casos como este, en los que las reglas principales del juego están repartidas entre uno, dos o tres manuales principales, solo se consideran suplementos de reglas aquellas publicaciones que no son indispensables para jugar el juego y que vienen a añadirse opcionalmente a los manuales principales, considerados ellos como el producto principal del juego y no como suplementos.

## Formato
Los manuales básicos de reglas de los primeros juegos de rol (en los años 70 y 80) empezaron a ser comercializados mayoritariamente en formato de caja, conteniendo dos, tres o más libretos de reglas, hojas de personaje, dados, mapas, planos etc. Por esta razón el formato de caja también fue utilizado para los suplementos de aquellos juegos de rol que se comercializaban en ese formato, aunque también se dio el caso de que a ciertos manuales editados en formato de caja se les atribuyeran suplementos en formato de libro. En todo caso a partir de los años 90 tanto los manuales de juego de rol como sus correspondientes suplementos tendieron a ser editados cada vez más en formato de libro. Este último es hoy en día el formato dominante en casi todos los manuales y suplementos de rol.

## Tipos de suplementos de rol

### Suplementos de reglas
Los suplementos de reglas se dirigen tanto a jugadores como a directores de juego. Incluyen reglas que habían sido olvidadas en el manual principal o para las que sencillamente no hubo suficiente espacio en el momento de publicar dicho manual. Ejemplos de suplementos de reglas son RuneQuest Avanzado, para el juego de rol RuneQuest, o Star Wars, suplemento de reglas, para Star Wars.

### Elementos de juego
En esta clase de suplementos se ofrecen listas de sortilegios, estadísticas de criaturas o de personajes, equipo diverso, armas o vehículos. Estos suplementos suelen editarse casi siempre por falta de espacio en el manual de reglas. Se dirigen sobre todo a los directores de juego aunque los jugadores también pueden consultarlos en la medida que ciertos datos pueden interesarles, como por ejemplo todo lo referente al equipo, los vehículos, las armas etc. Ejemplos de esta clase de suplementos son Q Manual, que proporciona listas y descripciones de armas, vehículos y gadgets para James Bond 007, la Guía de armas y equipos de la segunda edición de Advanced Dungeons & Dragons o el Manual de monstruos de la tercera edición de Dungeons & Dragons, que proporciona listas y descripciones de animales y criaturas.

### Guías y atlas
Estos suplementos son de una gran importancia tanto para los directores de juego como para los jugadores, pues ofrecen una visión de conjunto del universo de juego en el que transcurren las partidas. Puede suceder que el universo de ficción de un cierto juego de rol no fuera originalmente concebido para el juego y que como consecuencia dicho universo de juego ya sea previamente conocido con independencia del juego, como es el caso de la Tierra Media o de Star Wars, universos de ficción muy conocidos tanto entre los jugadores de rol como entre los no jugadores. En estos casos el director de juego y sus jugadores ya suelen conocer bien el universo de juego en el que interpretarán sus personajes, pero aun así siempre es útil que las editoriales de juegos de rol publiquen suplementos que incluyan estadísticas que adaptan convenientemente cada universo de ficción a cada sistema de juego de rol. Ejemplos de esta clase de suplementos son la Guía de la Tierra Media, Star Wars, la guía, el Atlas de los Reinos Olvidados o el Atlas de la Dragonlance. Estos dos últimos corresponden a lo que se llama un escenario de campaña. Los escenarios de campaña son universos de ficción creados específicamente para un juego de rol. Mientras que la Tierra Media o Star Wars fueron concebidos respectivamente por J. R. R. Tolkien y George Lucas, y solo después de que ellos crearan tales universos de ficción se crearon juegos para jugar a rol en ellos, en el caso de Reinos Olvidados y de la Dragonlance es lo contrario, fueron concebidos para un juego de rol ya preexistente: Dungeons & Dragons.

### Aventuras y campañas
Los manuales de reglas de los diversos juegos de rol están concebidos para incluir en ellos todo lo mínimo necesario para que cada director de juego pueda diseñar y dirigir una partida a sus jugadores. Algunos manuales y suplementos (e incluso publicaciones especializadas como fanzines y revistas) incluyen sin embargo partidas ya concebidas y listas para ser jugadas, a las que se llama indistintamente «aventuras» o «escenarios». Por ejemplo la primera traducción en castellano del juego de rol Stormbringer incluyó en su capítulo «Consejos al Director del Juego» una aventura titulada La torre de Yrkath Florn. Existen sin embargo numerosas aventuras publicadas como suplemento independiente, como por ejemplo Cacería humana en Tatooine, para Star Wars, o el compendio de aventuras Apple Lane, para RuneQuest.
Una serie de aventuras, concebidas todas ellas para ser dirigidas una detrás de otra y formando una historia lineal y coherente, recibe el nombre de «campaña». El término «escenario de campaña», citado más arriba, deriva pues de la propiedad que caracteriza a todo universo de ficción concebido para un juego de rol: tal universo, el «escenario de campaña», está necesaria y evidentemente concebido para que escenarios y campañas puedan ser jugados en él.

### Pantallas de juego
Muy a menudo la pantalla de juego es uno de los primeros suplementos en ser publicados para un juego de rol. El director de juego la utiliza para ocultar el material que utiliza en el curso de una partida (mapas, planos, personajes no jugadores, criaturas etc.) y preservar así los elementos de suspense de la vista de los jugadores, que de otro modo desvelarían la intriga de la partida y la echarían a perder. Ejemplos de pantallas de juego son las que la editorial Joc Internacional publicó para sus traducciones de juegos estadounidenses, como las pantallas de RuneQuest (publicada en el suplemento El Señor de las runas con una ilustración de pantalla de Arnal Ballester), Star Wars (publicada en el suplemento Equipo de campaña con una ilustración de pantalla tomada del póster que Kazuhiko Sano había pintado en 1983 para la película El retorno del jedi) o Stormbringer (publicada independientemente con el título Pantalla del director de juego y con una ilustración de pantalla de Das Pastoras).

### Hojas de personaje
Cada manual de juego de rol incluye casi sistemáticamente una o varias páginas (con autorización para ser fotocopiadas) que permiten que el jugador obtenga una copia de la hoja de personaje, donde podrá anotar los valores estadísticos del personaje que interpretará durante el juego (valores estadísticos como características y habilidades, entre otros). Aun así las editoriales de juegos de rol incluyen hojas de personaje en algunos de los suplementos de sus juegos de rol, como por ejemplo el juego de rol ¡Piratas!, que incluyó quince hojas de personaje con la publicación de su pantalla de juego. Otras editoriales publican suplementos exclusivamente constituidos de hojas de personaje suplementarias, como lo hizo Avalon Hill en los años 80 para el juego de rol RuneQuest, que publicó de 1984 a 1993 bajo licencia de Chaosium, o Ediciones Zinco, que publicó en 1992 el suplemento Hojas de datos del personaje para su edición de Advanced Dungeons & Dragons.